# Dubravka Ugrešić

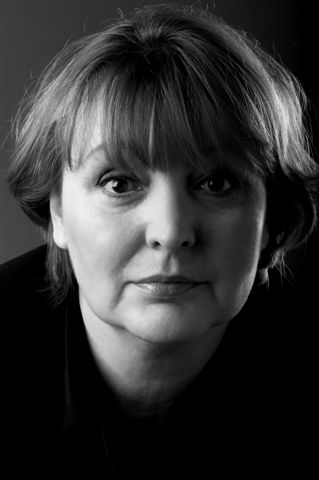
Dubravka Ugrešić

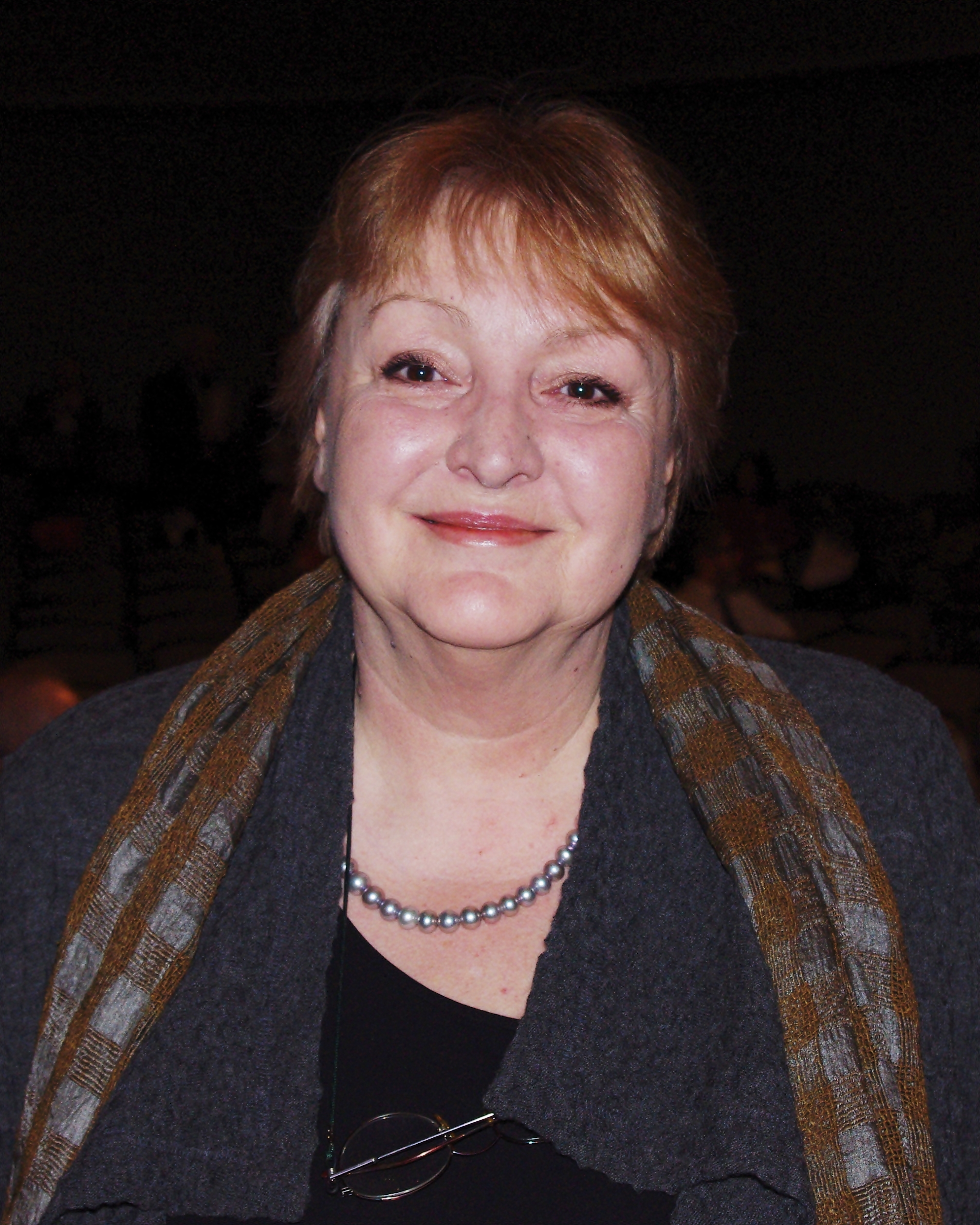
Dubravka Ugrešić beim National Book Critics Circle Award 2012

Dubravka Ugrešić (* 27. März 1949 in Kutina, Volksrepublik Kroatien, Föderative Volksrepublik Jugoslawien; † 17. März 2023 in Amsterdam) war eine jugoslawische bzw. kroatische Schriftstellerin.

## Leben und Werk
Dubravka Ugrešić studierte an der Philosophischen Fakultät der Universität Zagreb und arbeitete über 20 Jahre lang an deren Institut für Literaturtheorie. Ihr Hauptaugenmerk galt dabei der russischen Avantgarde. 1980 veröffentlichte sie die Studie Nova ruska proza (Neue russische Prosa). Sie übersetzte, unter anderen, Boris Pilnjak und Daniil Charms ins Kroatische. Die Arbeit daran reflektierte sie später in der Kurzgeschichte Slučaj Harms (Der Fall Harms) in der Kurzgeschichtensammlung Život je Bajka. In dieser Zeit veröffentlichte sie auch zwei Kinderbücher: Mali Plamen (1971) und Filip i Srećica (1976); ein weiteres, Kućni duhovi, folgte 1988.
1978 erschien mit der Kurzgeschichtensammlung Poza za Prozu (Eine Pose für die Prosa) ihr erstes Prosawerk; 1981 ihr sogenannter Patchwork-Roman Štefica Cvek u raljama života (in der englischen Übersetzung Steffie Speck in the Jaws of Life), der vom möglichen Einfluss trivialliterarischer Stereotype auf das Alltagsleben der Protagonistin handelt. Der Roman wurde sowohl für die Bühne als auch für den Film adaptiert.
1983 erschien eine weitere Kurzgeschichtensammlung: Život je Bajka (Das Leben ist ein Märchen), in der sie den Versuch unternahm, verschiedene Werke der Weltliteratur zu „modernisieren“ (u. a. Gogols Die Nase und Lewis Carrolls Alice im Wunderland).
Mit dem 1988 erschienenen Roman Forsiranje romana reke (englisch Fording the Stream of Consciousness) endete ihre sogenannte Vorkriegsära, die sich vor allem durch das fröhliche Experimentieren mit verschiedensten literarischen Gattungen und Stilmitteln auszeichnete.
1993 verließ Ugrešić, die sich im Gegensatz zu vielen anderen Literaten in Kroatien und Serbien jedweder Form von Nationalismus und Chauvinismus verweigerte, Kroatien und ging ins Exil, zunächst nach Amsterdam, später in die USA, wo sie an verschiedenen Universitäten lehrte (u. a. Wesleyan University, UCLA, UNC Chapel Hill), 2001 wieder nach Amsterdam.
Die Erfahrungen des Exils sowie ihren eigenen Standpunkt zum Zerfall Jugoslawiens reflektierte sie in den Essay-Bänden Američki fikcionar (My american fictionary) (1993) und Kultura laži (Die Kultur der Lüge) (1996; dt. 1995), die in fast alle europäischen Sprachen übersetzt wurden. Auch ihr Roman Muzej bezuvjetne predaje (Das Museum der bedingungslosen Kapitulation) (1997) wurde ein internationaler Erfolg.
Dubravka Ugrešić war Unterzeichnerin der 2017 veröffentlichten Deklaration zur gemeinsamen Sprache der Kroaten, Serben, Bosniaken und Montenegriner.
Zuletzt pendelte Dubravka Ugrešić zwischen Amsterdam und den USA, wo sie als Privatdozentin tätig war. Sie schrieb für verschiedene europäische Zeitschriften und Zeitungen (u. a. für Die Zeit).

## Auszeichnungen
- Prix européen de l’essai Charles Veillon (Schweiz) 1996 für den besten Essay-Band Die Kultur der Lüge 1995.
- Verzetsprijs (Niederlande)
- Preis der SWR-Bestenliste (Deutschland) – 1998[4]
- Staatspreis für Europäische Literatur (Österreich) – 1999
- Heinrich-Mann-Preis (Deutschland) – 2000
- James Tiptree, Jr. Award (USA) – 2010
- Jean-Améry-Preis (Österreich) – 2012[5]
- Neustadt International Prize for Literature (USA) – 2016

## Werke (in deutscher Übersetzung)
- Des Alleinseins müde … (Štefica Cvek u. raljama života.) Roman. Aus dem Serbokroatischen übersetzt von Barbara Antkowiak. Verlag Volk und Welt, Berlin 1984.
- My American Fictionary. (Američki fikcionar) Aus dem Kroatischen übersetzt von Barbara Antkowiak, Suhrkamp, Frankfurt/M. 1993 ISBN 3-518-11895-1.
- Die Kultur der Lüge. (Kultura laži.) Aus dem Kroatischen übersetzt von Barbara Antkowiak, Suhrkamp, Frankfurt/M. 1995, ISBN 3-518-11963-X.
- Das Museum der bedingungslosen Kapitulation. (Muzej bezuvjetne predaje.) Aus dem Kroatischen von Barbara Antkowiak, Suhrkamp, Frankfurt/M. 1998, ISBN 3-518-40973-5.
- Lesen Verboten. (Zabranjeno čitanje.) Aus dem Kroatischen von Barbara Antkowiak, Suhrkamp, Frankfurt/M. 2002 ISBN 3-518-41315-5.
- Das Ministerium der Schmerzen. (Ministarstvo Boli.) Aus dem Kroatischen von Barbara Antkowiak, Berlin-Verlag, Berlin 2005, ISBN 3-8270-0562-0.
- Der goldene Finger. Suhrkamp, Frankfurt/M. 2000, ISBN 3-518-39651-X.
- Keiner zu Hause. (Nikog nema doma.) Aus dem Kroatischen von Barbara Antkowiak.Berlin-Verlag, Berlin 2007, ISBN 978-3-8270-0707-0.
- Baba Jaga legt ein Ei. Berlin-Verlag, Berlin 2008, ISBN 3827007488.
- Karaokekultur. Aus dem Kroatischen von Mirjana und Klaus Wittman, Berlin-Verlag, Berlin 2012, ISBN 978-3-8270-1043-8.